# Stratyfikacja (socjologia)
Stratyfikacja (stratyfikacja społeczna, uwarstwienie społeczne) – pojęcie socjologiczne wyrażające fakt, że wszelka społeczność składa się z poziomów pozostających ze sobą w relacjach nadrzędności i podporządkowania. Stratyfikacja społeczna mierzona jest dostępnością do pięciu podstawowych zasobów społecznych: władza, pieniądze, prestiż, wykształcenie oraz zdrowie. Stratyfikacja oznacza, że każde społeczeństwo ma pewien system rang: pewne warstwy stoją wyżej, inne zaś niżej. Ich suma stanowi system stratyfikacyjny danego społeczeństwa.
Historia zna cztery podstawowe systemy stratyfikacji społeczeństw: niewolnictwo, system kastowy, system stanowy i system klasowy.